# Filme da Treta
Filme da Treta (Portugiesisch für: Quatschfilm) ist eine Filmkomödie des portugiesischen Filmregisseurs José Sacramento aus dem Jahr 2006.
Der Film knüpft in seiner Machart an die erfolgreichen Comédias portuguesas der 1930er bis 1950er Jahre an, wie seine mediale Bewerbung auch ankündigt, mit dem Wortwitz der beiden populären Komiker José Pedro Gomes und António Feio als Hauptdarsteller, den musikalischen Einlagen, bei denen u. a. die Hauptdarsteller einen parodistischen Fado singen, und dem Bezug zu historischen Vierteln Lissabons. Er kann dem Genre aber nur am Rande zugeordnet werden, auf Grund der Zuspitzung des Films allein auf den komischen Wortwitz der beiden Komiker und der nur wenigen Musikeinlagen.
Eine angekündigte Fortsetzung wurde durch den frühen Tod António Feios unmöglich gemacht.

## Handlung
Der cholerische Aufschneider Zezé und der dümmliche Tóni schummeln sich durch das Leben. Nach einer „apokalyptischen Vision“ bei einem wieder mal schief gelaufenen Besuch einer Peepshow beschließt Zezé, allem weltlichen abzuschwören. Er schließt sich dem Orden der barfüßigen Schneckenfreunde an und geht in ein Kloster.
Als Tóni Zezé im Kloster aufspürt, feiern sie ihr Wiedersehen und erinnern sich an ihre gemeinsam überstandenen Abenteuer, darunter die Entdeckung des Seewegs nach Spanien auf dem Rücken eines Esels, ein Fest mit Feijoada und Fado und allem drum und dran, ein innerstädtischer Superstau mit Erleuchtungsmoment, ein orientalischer Hahnenkampf oder auch eine Fahrt ins Krankenhaus, bei der Zezé zwischenzeitlich vor dem Himmelstor stand. Dort stellte sich der Stellvertreter des erkrankten Petrus als Tónis Vater heraus, und Zezé kehrt mit einer zunächst unverständlich bleibenden, aber schriftlich auf himmlischem Klopapier festgehaltenen Nachricht für Tóni auf die Erde zurück.
Die beiden gehen nun in die Katakomben des Klosters, um jene letzte Nachricht von Tónis Vater in einer Truhe zu heben. Dabei brennen sie durch Ungeschick das Kloster ab, Tóni kann Zezé nur durch seinen Urin vor dem Verbrennen retten, und die Truhe mit der Nachricht geht in Flammen auf. Jedoch erinnert sich Zezé danach plötzlich an den Wortlaut der Nachricht, die Tónis Vater an der Himmelspforte Zezé übergab, und nach der Tóni ein großer Mann werden und einem anderen Menschen das Leben retten wird.
Daraufhin fährt Tóni in die Welt hinaus, auf der Suche nach diesem Menschen, und der gestikulierende Mönch Zezé bleibt am brennenden Kloster zurück. Es erscheint eine Ankündigung einer Fortsetzung, und der Film endet.

## Rezeption
Nach einer Vorpremiere am 23. September 2006, beim Optimus OpenAir in den Docks von Santos in Lissabon, kam der Film am 12. Oktober 2006 in die Kinos, wo er ein großer Publikumserfolg wurde und mit seinen 278.956 Besuchern zu den erfolgreichsten portugiesischen Filmen seit 2004 (Beginn der öffentlich geführten Box-Office-Statistiken durch das portugiesische Filminstitut ICA) zählt.
Hauptdarsteller Gomes war danach bei den Globos de Ouro 2007 für seine Schauspielleistung nominiert.
Der Filme da Treta erschien 2006 bei LNK Audiovisuais auf DVD.